# Plan de San Antonio
Plan de San Antonio är en ort i Mexiko.   Den ligger i kommunen Tenosique och delstaten Tabasco, i den sydöstra delen av landet, 800 km öster om huvudstaden Mexico City. Plan de San Antonio ligger 17 meter över havet och antalet invånare är 110.
Terrängen runt Plan de San Antonio är platt. Runt Plan de San Antonio är det ganska glesbefolkat, med 26 invånare per kvadratkilometer. Närmaste större samhälle är Tenosique de Pino Suárez, 9,8 km söder om Plan de San Antonio. Omgivningarna runt Plan de San Antonio är en mosaik av jordbruksmark och naturlig växtlighet.